# Кораблёва, Валерия Юрьевна
Валерия Юрьевна Кораблёва (род. 16 августа 1978, Москва, РСФСР, СССР) — российская телеведущая и журналистка информационных выпусков «Новостей» на «Первом канале».

## Биография
В 2000 году окончила переводческий факультет Московского государственного лингвистического университета, где изучала английский и французский языки. Впоследствии долгое время преподавала в университете.
В том же году устроилась редактором международного отдела Дирекции информационных программ на ОРТ. Спустя шесть лет состоялся её дебют в качестве ведущей дневных выпусков «Новостей». Ее напарником является Виталий Елисеев. 
В 2016 и 2019 году — ведущая прямой линии с Президентом России Владимиром Путиным.
С января по сентябрь 2017 года вела выпуски «Вечерних новостей», после появления в эфире Андрея Ухарева была переведена обратно на дневные эфиры.
15 января 2023 года, из-за вторжения России на Украину, внесена в санкционный список Украины, предполагается блокировка активов на территории страны, приостановка выполнения экономических и финансовых обязательств, прекращение культурных обменов и сотрудничества, лишение украинских госнаград.

## Личная жизнь
Замужем. Муж — Пётр (поженились в 2010 году). Сын — Артём (род. 2011).